# James MacKaye
James MacKaye (8. april 1872 – 2. januar 1935) var en amerikansk ingeniør og filosof.
Han var bror til Percy og Hazel og Benton MacKaye.